# Liberalno-Demokratyczna Partia Niemiec

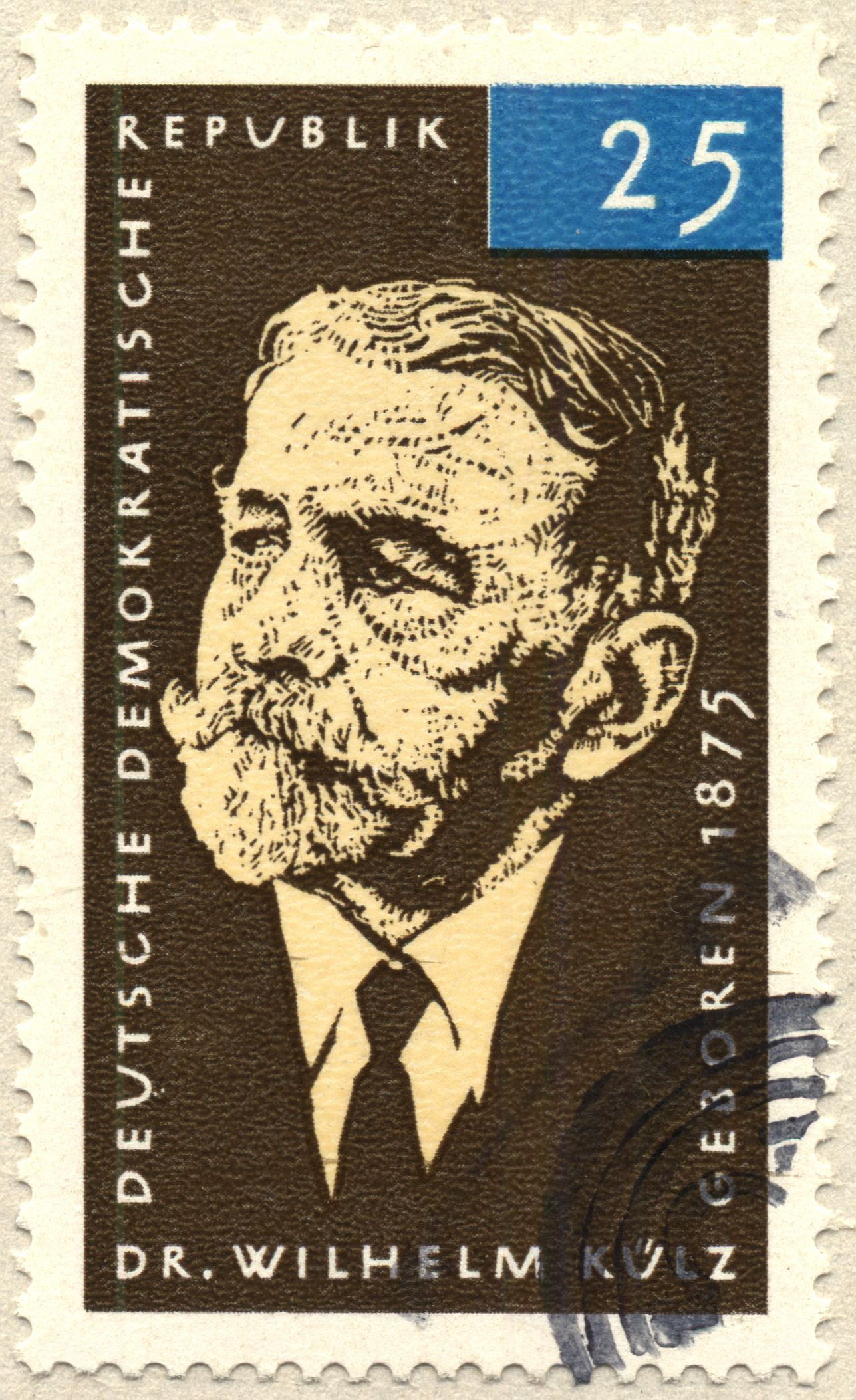
Wilhelm Külz – przewodniczący LDP od listopada 1945

Liberalno-Demokratyczna Partia Niemiec (niem. Liberal-Demokratische Partei Deutschlands, LDPD) – partia polityczna działająca w Niemczech Wschodnich (1945–1990), nawiązująca do zasad liberalizmu politycznego i gospodarczego, należąca do Bloku Demokratycznego i Frontu Narodowego.

## Historia
Ugrupowanie powstało w lipcu 1945 po tym, jak komendantura sowiecka w Niemczech Wschodnich wydała zgodę na tworzenie partii „antyfaszystowskich” i „demokratycznych”. Z prawa do organizacji politycznej skorzystała grupa działaczy dawnej Demokratycznej Partii Niemiec (niem. Deutsche Demokratische Partei, DDP), wśród nich Wilhelm Külz, Eugen Schiffer i Waldemar Koch. Po niepowodzeniu negocjacji z CDU o powołaniu wspólnej prawicowej partii politycznej, 5 lipca 1945 ogłoszono powstanie Partii Liberalno-Demokratycznej (niem. Liberal-Demokratische Partei, LDP). Wśród jej członków i sympatyków znaleźli się dawni działacze Niemieckiej Partii Demokratycznej (niem. Deutsche Demokratische Partei, DDP), Niemieckiej Partii Ludowej (niem. Deutsche Volkspartei, DVP) i Niemieckiej Narodowej Partii Ludowej (niem. Deutschnationale Volkspartei, DNVP). W programie ugrupowania znalazły się hasła obrony prawa do prywatnej własności – partia była przeciwniczką reformy rolnej i upaństwowienia zakładów przemysłowych.
10 lipca 1945 LDPD została formalnie uznana przez sowiecką komendanturę. Jej pierwszym przewodniczącym został Waldemar Koch, jednak na skutek nacisków władz sowieckich musiał ustąpić w grudniu 1945. Zastąpił go bardziej umiarkowany Wilhelm Külz. W tym czasie do LDPD należało ok. 80 tys. osób, w 1950 już więcej niż 200 tys. W wyborach do landtagów z 1946 partia zajęła drugie po SED miejsce, uzyskując 25% głosów. Nie udały się podejmowane przez LDP próby stworzenia ogólnoniemieckiej partii liberalnej.
Po śmierci Wilhelma Külza partia stała się bardziej krytyczna wobec polityki prowadzonej przez SED, jednak w wyniku czystki dokonanej na początku lat 50. usunięto większość niepokornych działaczy, w tym również takie osoby jak Günther Stempel (sekretarz generalny, skazany na karę 25 lat pozbawienia wolności).

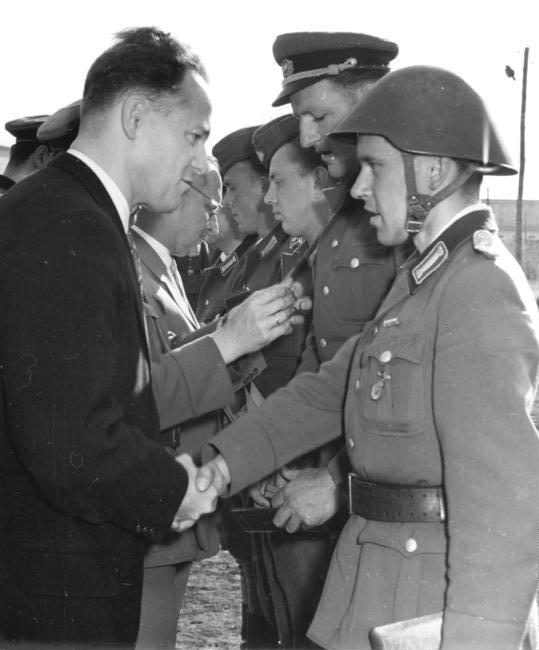
Sekretarz generalny Manfred Gerlach dekoruje żołnierza armii NRD w 1961 orderem za budowę Muru Berlińskiego

Partia stała się wówczas typową dla tej części Europy partią koncesjonowaną, zmieniając nazwę na Liberalno-Demokratyczną Partię Niemiec (niem. Liberal-Demokratische Partei Deutschlands, LDPD). W swym programie podkreślała konieczność ochrony rzemiosła i drobnego handlu, jednak w praktyce akceptowała bez zastrzeżeń kierunki polityki gospodarczej SED. Jej przedstawiciele startowali ze wspólnych list z SED, CDU, NDPD, DBP w ramach tzw. Bloku Demokratycznego i Frontu Narodowego. Przedstawiciel LDPD Johannes Dieckmann był pierwszym przewodniczącym Izby Ludowej. Jej przedstawiciele znaleźli się też w rządzie Otto Grottewohla: Hermann Kastner (wicepremier), Karl Hamann (minister handlu i aprowizacji) i Hans Loch (minister finansów). Do 1989 członkowie LDPD zasiadali we wszystkich rządach NRD, Radzie Państwa, Izbie Ludowej i jej Prezydium. Byli również reprezentowani w radach terenowych (gmin, miast, powiatów i okręgów).
Po 1967 na czele LDPD stał Manfred Gerlach, który kontynuował politykę wasalizacji wobec SED. Dopiero pod koniec lat 80. LDPD podjęła nieśmiałe próby uniezależniania się od komunistów. W grudniu 1989 partia opuściła wraz z CDU Front Narodowy. Prezes Manfred Gerlach został przewodniczącym Rady Państwa jako następca Egona Krenza. W lutym 1990 partia podjęła decyzję o skreśleniu „D” (Deutschlands) z nazwy i powrocie do dawnej nazwy LDP. Wybrano nowego przewodniczącego Rainera Ortleba i nawiązano bliższe kontakty z FDP. W wyborach marcowych do Izby Ludowej 1990 partia wystartowała wraz ze wschodnioniemiecką FDP, Niemiecką Partią Forum (niem. Deutsche Forumpartei, DFP) w koalicji wyborczej Związek Wolnych Demokratów (niem. Bund Freier Demokraten, BFD), uzyskując 5,3% głosów i 21 miejsc w parlamencie. 11 sierpnia 1990 nastąpiło zjednoczenie zachodnioniemieckiej FDP ze Związkiem Wolnych Demokratów.

## Prasa
Partia wydawała własną gazetę „Der Morgen”.

## Kontakty międzynarodowe
LDPD, jako jedyna partia „blokowa” NRD, utrzymywała kontakty z politykami RFN, współpracując z niemiecką FDP. Nawiązała również kontakty z analogicznymi formacjami innych krajów socjalistycznych, m.in. Stronnictwem Demokratycznym, Czechosłowacką Partią Socjalistyczną, Demokratyczną Partią Wietnamu i Partią Demokratyczną Korei Północnej.

## Przewodniczący
- 1945 – Waldemar Koch
- 1945–1948 – Wilhelm Külz
- 1948 – Arthur Lieutenant
- 1948–1952 – Karl Hamann
- 1949–1950 – Hermann Kastner
- 1952–1960 – Hans Loch
- 1960–1967 – Max Suhrbier
- 1967–1990 – Manfred Gerlach
- 1990 – Rainer Ortleb

## Literatura
- Andreas Herbst, Winfried Ranke, Jürgen Winkler: So funktionierte die DDR. Band 1. Hamburg: Rowhlt s.v. „Liberal-Demokratische Partei Deutschlands”, 1994. (niem.). Brak numerów stron w książce
- Jürgen Frölich: Liberal-Demokratische Partei Deutschlands. W: Die Parteien und Organisationen der DDR. Ein Handbuch. Berlin: Gerd-Rüdiger Stephan u. a. Dietz, 2002, s. 311–342. ISBN 3-320-01988-0. (niem.).
- Peter Joachim Lapp: Ausverkauf. Das Ende der Blockparteien. Berlin: Edition Ost, 1998. ISBN 3-932180-58-5. (niem.). Brak numerów stron w książce
- Ulf Sommer: Die Liberal-Demokratische Partei Deutschlands. Eine Blockpartei unter Führung der SED. Münster: 1996. ISBN 3-929440-88-1. (niem.). Brak numerów stron w książce
- Jürgen Louis: Die Liberal-Demokratische Partei in Thüringen 1945–1952. Köln: Böhlau, 1996. ISBN 3-412-09696-2. (niem.). Brak numerów stron w książce
- Michael Walter: Es ist Frühling, und wir sind (so) frei: LDP(D), NDPD, FDP und FDP der DDR 1989/90. Würzburg: Ergon, 1998. ISBN 3-932004-91-4. (niem.). Brak numerów stron w książce
- Ronny Uhlemann: Die Entwicklung der FDP in Thüringen nach 1989/90: Der Beitritt der LDPD zur gesamtdeutschen F.D.P. und die Mitgliederentwicklung Anfang der neunziger Jahre. Saarbrücken: 2008. ISBN 3-8364-7569-3. (niem.). Brak numerów stron w książce